# Куп Мађарске у фудбалу 2013/14.
Куп Мађарске у фудбалу 2013/14. (мађ. 2013–2014-es magyar labdarúgókupa) је било 74. издање серије, на којој је екипа ФК Ујпешта тријумфовала по 9. пут. Куп је почео је утакмицом 1. кола 7. августа 2013. године и завршио се финалном утакмицом одржаним у мају 2014. године на стадиону Ференц Пушкаш у Будимпешти. ФК Дебрецин је био бранилац титуле, који је прошле сезоне освојио своје шесто куп такмичење. Победник такмичења се квалификовао за другу рунду квалификација УЕФА Лиге Европе 2014/15.

## Четвртфинале[3]
| Тим #1               | рез.  | Тим #2      | прва утакмица | друга утакмица |
| -------------------- | ----- | ----------- | ------------- | -------------- |
| 11. и 26. март 2014. |       |             |               |                |
| ФК Папа              | 2 : 5 | ФК Диошђер  | 2 : 2         | 0 : 3          |
| 12. и 25. март 2014. |       |             |               |                |
| ФК Њиређхаза Спартак | 2 : 9 | ФК Дебрецин | 1 : 3         | 1 : 6          |
| 12. и 26. март 2014. |       |             |               |                |
| ФК МТК               | 5 : 3 | ФК Ђер      | 2 : 0         | 3 : 3          |
| ФК Печуј             | 1 : 7 | ФК Ујпешт   | 1 : 3         | 0 : 4          |

## Полуфинале
| Тим #1                   | рез.     | Тим #2     | прва утакмица | друга утакмица |
| ------------------------ | -------- | ---------- | ------------- | -------------- |
| 15. април и 7. мај 2014. |          |            |               |                |
| ФК Дебрецин              | 4 : 4 гг | ФК Диошђер | 4 : 2         | 0 : 2          |
| 16 квітня/6 травня 2014  |          |            |               |                |
| ФК МТК                   | 0 : 3    | ФК Ујпешт  | 0 : 0         | 0 : 3          |

## Финале
Одиграна је само једна утакмица у финалу и МТК је освојио титулу шампиона.
| 25. мај 2014. |                                   |            |
| ФК МТК        | 1 : 1, (1 : 1) п.с.н. (4 : 3) пен | ФК Диошђер |

| ФК Ујпешт (НБ I)                                                       | 1 : 1                        | ФК Диошђер (НБ I)                                                             |
| ---------------------------------------------------------------------- | ---------------------------- | ----------------------------------------------------------------------------- |
| Роберт Лутауски 6’                                                     | Извештај Извештај (Мађарски) | Патрик Бача 90’                                                               |
| Пенали                                                                 |                              |                                                                               |
| - Душан васиљевић - Роберт Лутауски - Бавон Чибуабуа - Кристијан Шимон | 4 : 3                        | - Зоран Костић - Патрик Бача - Вилијам Роча Алвес - Давид Барци - Сенад Хусић |